# Красномайск (Хойникский район)
Красномайск (бел. Чырвонамайск) — упразднённый посёлок в Хойникском районе Полесской области. В составе Тульговичского сельсовета.

## География
Располагался в 3 км западнее от деревни Тульговичи.

## История

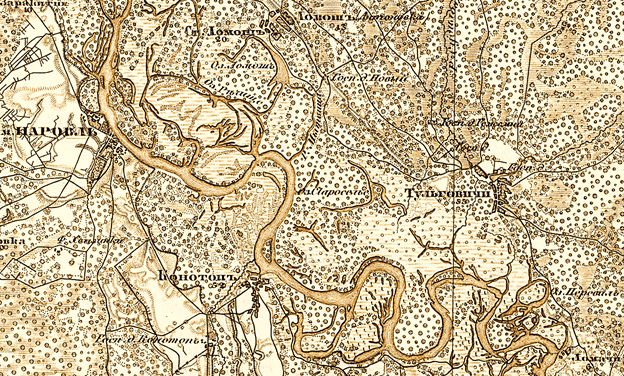
Карта Ф. Ф. Шуберта. XIX в.

С 1926 года в составе Тульговичского сельсовета Юровичского района, с 1931 года — Хойникского района, с 1938 года — Полесской области.
В 1930 году в Тульговичах образован колхоз «Красноармейск» (бел. «Чырванамайск»).
Накануне Великой Отечественной войны в посёлке было 28 дворов, 16 домов, проживало 79 человек.
В мае 1943 года немецко-фашистские захватчики сожгли деревню, уничтожили 28 дворов, разрушили 16 домов. В 1975 году на месте сожжённого посёлка установлена стела.
После войны поселение не восстанавливалось.

## Население
- 1940 год — 28 дворов, 16 домов, 79 жителей[3]

## Достопримечательность
- В 1975 году на месте сожжённого посёлка установлена стела (дорога Тульговичи—Ломыш).